# Albussac
Albussac (Albuçac auf Okzitanisch) ist eine französische Gemeinde mit 730 Einwohnern (Stand 1. Januar 2022) im Département Corrèze in der Region Nouvelle-Aquitaine. Die Einwohner nennen sich Albussacois(es).

## Geografie
Die Gemeinde liegt im Zentralmassiv und ist von Feldern und ausgedehnten Wäldern umgeben. Die Präfektur des Départements Tulle befindet sich gut 20 Kilometer leicht nordwestlich und Argentat 10 Kilometer südöstlich. Die Roanne, ein Nebenfluss der Corrèze, entspringt auf dem Gemeindegebiet.
Nachbargemeinden von Albussac sind Lagarde-Marc-la-Tour mit Lagarde-Enval im Norden, Forgès im Nordosten, Saint-Chamant im Osten, Neuville und Ménoire im Süden, Beynat im Westen sowie Sainte-Fortunade im Nordwesten.

## Wappen
Beschreibung: In Rot ein gedrückter goldener Sparren, darunter eine liegende silberne Mondsichel; im Schildhaupt in Blau drei sechsstrahlige goldene Sterne.

## Einwohnerentwicklung
| Jahr      | 1962 | 1968 | 1975 | 1982 | 1990 | 1999 | 2007 | 2018 |
| Einwohner | 777  | 851  | 790  | 718  | 739  | 664  | 695  | 737  |

## Sehenswürdigkeiten

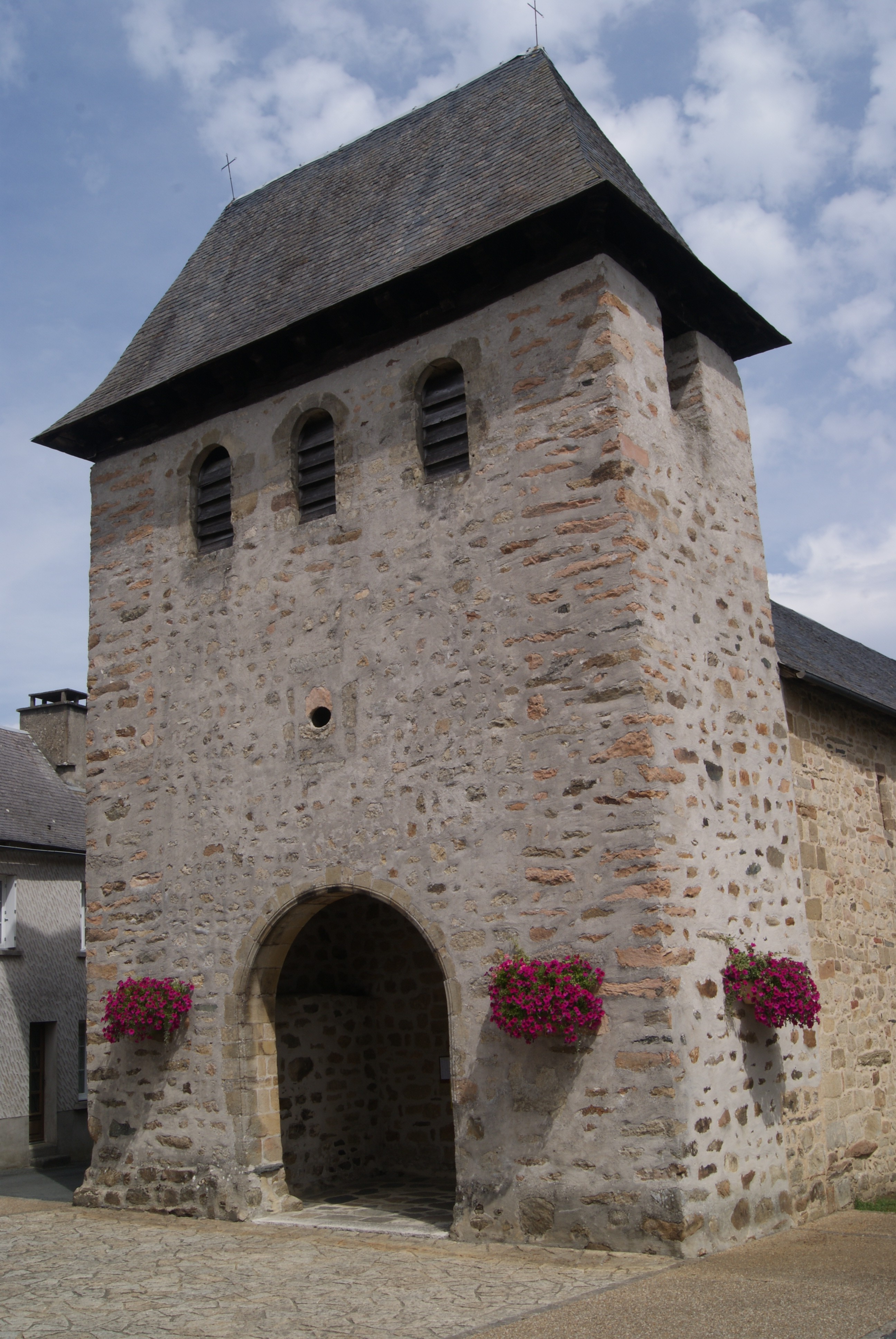
Kirche Saint-Martin in Albussac

- Die Wasserfälle von Murel (Cascades de Murel), drei aufeinanderfolgende Wasserfälle der Franche Valeine, die über die Souvigne in die Dordogne mündet.
- Roche de Vic[1] ein altes keltisches Oppidum das die Region dominiert. Heute mit Aussichtsplattform und Orientierungspunkt
- Die Kirche Saint-Martin, ein Sakralbau aus dem 12. und 17. Jahrhundert, ist seit dem 26. Januar 1927 als Monument historique klassifiziert.[2]

## Persönlichkeiten
- Emmanuel Berl (1892–1976), französischer Schriftsteller und Essayist, lebte in Albussac während des Zweiten Weltkrieges